# 城口猕猴桃
城口猕猴桃（学名：Actinidia chengkouensis）为猕猴桃科猕猴桃属的植物，是中国的特有植物。分布在中国大陆的陕西、湖北、四川等地，生长于海拔1,000米至2,000米的地区，多生长在树林中，目前尚未由人工引种栽培。